# NGC 2405-1
NGC 2405-1 is een spiraalvormig sterrenstelsel in het sterrenbeeld Tweelingen. Het hemelobject werd op 4 november 1864 ontdekt door de Duitse astronoom Albert Marth.

## Synoniemen
- MCG 4-18-26
- ZWG 117.51
- VV 643
- PGC 21224